# Marcello Viotti
Marcello Viotti (* 29. Juni 1954 in Vallorbe, Schweiz; † 16. Februar 2005 in München) war ein italienisch-schweizerischer Dirigent.

## Leben
In der französischen Schweiz als Sohn des italienischen Schmiedes Valentin Viotti geboren, studierte Marcello Viotti Gesang, Klavier und Cello am Conservatoire de Lausanne. Danach gründete er in Genf ein Bläserensemble, das er bereits selbst dirigierte. Er wurde am Beginn seiner Karriere von Wolfgang Sawallisch beeinflusst, den er als Chorsänger bei Dirigaten beobachten konnte.
Viotti war ab 1985 mehrere Jahre als Kapellmeister an der Turiner Oper Teatro Regio tätig. Danach war er künstlerischer Direktor des Stadttheaters Luzern, 1989 bis 1993 Generalmusikdirektor des Bremer Philharmonischen Staatsorchesters und von 1991 bis 1995 Chefdirigent beim Rundfunk-Sinfonieorchester Saarbrücken, mit dem er eine Gesamteinspielung der Symphonien Franz Schuberts veröffentlichte. 1996 bis 1999 arbeitete er als einer der drei Hauptdirigenten des MDR Sinfonieorchesters in Leipzig.
Er leitete von 1998 bis 2004 das Münchner Rundfunkorchester, das er zu internationalem Ansehen führte. Er feierte mit dem Orchester ab der Saison 1999/2000 große Erfolge mit der Konzertreihe Paradisi Gloria, mit der er in Zusammenarbeit mit Kardinal Friedrich Wetter dem Publikum geistliche Musik des 20. Jahrhunderts nahebrachte. Mit dieser Reihe, die ihre Ursache in der Gläubigkeit Viottis hatte, erregte er internationale Aufmerksamkeit. Er führte den bislang gern als Salonorchester bezeichneten Klangkörper zu hohem Rang. Als 2004 der Intendant des Bayerischen Rundfunks Thomas Gruber die Schließung des Rundfunkorchesters für 2006 verkündete, trat Viotti unter Protest von der Leitung zurück.
1999 und 2000 leitete Viotti den Maskenball von Giuseppe Verdi auf der Seebühne Bregenz. Regelmäßig gastierte er an der Wiener Staatsoper, wo er insgesamt 15 verschiedene Opern dirigierte, aber auch an vielen anderen Opernhäusern wie etwa in München, Hamburg, Berlin, Zürich, Brüssel, Paris oder Mailand sowie in San Francisco und New York, weiter bei den Salzburger Festspielen und in der Arena di Verona (Rigoletto).
Er dirigierte auch die Berliner, Münchner und Wiener Philharmoniker, die Bamberger Symphoniker ebenso wie die großen Orchester Australiens und Japans.
Ein Höhepunkt seiner Karriere war die Ernennung zum Direttore musicale des Teatro La Fenice in Venedig im Januar 2002.
Allein in der Saison 2003/04 leitete er u. a. Neuproduktionen von Fromental Halévys La juive an der Metropolitan Opera in New York, Verdis Attila und Georges Bizets Perlenfischer in Venedig, Charles Gounods Roméo et Juliette für die Bayerische Staatsoper in München sowie eine Fernost-Tournee mit den Wiener Philharmonikern.
Viotti lebte mit seiner Frau, der Geigerin Marie-Laure Viotti, und vier Kindern in der Nähe Saarbrückens im französischen Lothringen und in München. Der Sohn Lorenzo Viotti (* 1990) wurde ebenfalls Dirigent, die Tochter Milena (* 1988 in Lausanne) ist seit der Spielzeit 2010/11 3. Hornistin im Bayerischen Staatsorchester, seine Tochter Marina (* 1986) ist Mezzo-Sopranistin, der Sohn Alessandro Hornist.
2005 wollte Viotti Verdis La traviata mit Anna Netrebko bei den Salzburger Festspielen dirigieren. Er leitete zuletzt am 5. Februar 2005 die Premiere einer konzertanten Aufführung von Norma in der Wiener Staatsoper mit Edita Gruberová. Am 10. Februar brach er bei den Proben mit dem Münchner Rundfunkorchester zur konzertanten Aufführung von Jules Massenets Manon in München nach einem Schlaganfall zusammen. Wegen eines Blutgerinnsels, hieß es, habe Viotti an der Halsschlagader operiert werden müssen. Danach hatte sich sein Zustand rapide verschlechtert, am 16. Februar 2005 verstarb er.
Ioan Holender, der Direktor der Wiener Staatsoper, beklagte den Tod von Viotti als „Verlust für die gesamte Musikwelt“.
Viotti wurde am 23. Februar in seinem Geburtsort Vallorbe bei Lausanne beigesetzt.

## Ehrungen
- 1982 1. Preis beim Gino-Marinuzzi-Wettbewerb in Italien
- Deutscher Schallplattenpreis
- 2004 Österreichisches Ehrenkreuz für Wissenschaft und Kunst